# Protubera
Protubera — рід грибів родини Protophallaceae. Назва вперше опублікована 1895 року.